# Lasionycta corax
Lasionycta corax là một loài bướm đêm thuộc họ Noctuidae. Nó được tìm thấy ở Upper vùng sông Kolyma ở Nga.